# کلمن موآمبا
کلمن موآمبا (انگلیسی: Clément Mouamba؛ زادهٔ ۱۳ نوامبر ۱۹۴۳ – درگذشته ۲۹ اکتبر ۲۰۲۱) سیاست‌مدار اهل جمهوری کنگو بود.